# KILL THIS LOVE (BLACKPINKの曲)
「KILL THIS LOVE」（キル ジス ラブ）は、韓国のガールズグループBLACKPINKの曲。 2019年4月4日にYGエンターテインメントとインタースコープ・レコードを通じてリリースされた。

## 背景とリリース
YGの前CEOのヤン・ヒョンソクは2019年2月8日、BLACKPINKが同年3月にEPでカムバックする予定であると発表した。7月26日、EP『KILL THIS LOVE』の日本盤が2019年9月11日に発売されることが発表された。2019年12月4日に東京ドームで録音された「KILL THIS LOVE」の日本語バージョンのライブ録音は、5月6日にリリースされたグループの3枚目のライブアルバム「Blackpink 2019–2020 World Tour In Your Area – Tokyo Dome」に収録された。2020年、ユニバーサルミュージック。